# カール・セイファート
カール・キーナン・セイファート（Carl Keenan Seyfert、1911年2月11日 - 1960年6月13日）はアメリカ合衆国の天文学者である。中心核から高い励起状態の幅広い輝線をもつセイファート銀河や、へび座のセイファートの六つ子銀河を発見した。
オハイオ州クリーブランドの薬剤師の家に生まれた。ハーバード大学で薬学を学ぶが、天文学に転じ、1936年物理学の博士号を得て系外銀河の研究を行った。1936年ヤーキス天文台での新天文台建設計画に加わり、翌年から新しいマクドナルド天文台でダニエル・ポパーと共にB型星の研究を行った。1940年から1942年にかけてウィルソン山天文台で渦巻き銀河の中心核からの放射の研究を行い、翌年中心核から高い励起状態の幅広い輝線が見られることを発表した。このような銀河はセイファートの名からセイファート銀河と名付けられた。代表的なセイファート銀河はM77銀河である。戦後はナッシュビルのヴァンダービルト大学の天文学の教授となり、バーナード天文台でセイファートの六つ子銀河を発見した。その後、アーサー・J・ダイヤー天文台を設立し所長を務めた。
1960年、ナッシュビルで交通事故により死去した。
月のクレーター（セイファートクレーター）、アーサー・J・ダイヤー天文台の24インチ望遠鏡は彼にちなみ命名された。 